# Tomsk oblast
Tomsk oblast (russisk: То́мская о́бласть, tr. Tomskaja oblast) er en af 46 oblaster i Den Russiske Føderation. Oblasten har et areal på 314.391 km² og 1.039.728 (2025) indbyggere. Det administrative center i oblasten ligger i byen Tomsk (russisk: Томск), der med sine 544.566 (2025) indbyggere, er oblastens største by. Andre større byer i oblasten er Seversk med 104.982 (2025) indbyggere, Stresjevoj med 39.169 (2021) indbyggere og Asino, der har 24.913 (2021) indbyggere. Oblasten er beliggende i den sydøstlige del af den Vestsibiriske slette.
Økonomien i Tomsk oblast er hovedsageligt baseret på olie- og gasudvinding.

## Demografi
| Etnisk gruppe   | Folketælling 1989 | %      | Folketælling 2002 | %      | Folketælling 2010 | %      |
| --------------- | ----------------- | ------ | ----------------- | ------ | ----------------- | ------ |
| Russere         | 883.767           | 88,23  | 950.222           | 90,84  | 922.723           | 88,10  |
| Tatarer         | 20.812            | 2,08   | 20.145            | 1,93   | 17.029            | 1,63   |
| Ukrainere       | 25.799            | 2,58   | 16.726            | 1,60   | 11.254            | 1,07   |
| Tyskere         | 15.541            | 1,55   | 13.444            | 1,29   | 8.687             | 0,83   |
| Aserbajdsjanere | 2.752             | 0,27   | 4.354             | 0,42   | 4.178             | 0,40   |
| Tjuvasjere      | 7.827             | 0,78   | 5.881             | 0,56   | 3.997             | 0,38   |
| Usbekere        | 3.328             | 0,33   | 1.626             | 0,16   | 3.924             | 0,37   |
| Hviderussere    | 9.135             | 0,91   | 5.294             | 0,51   | 3.336             | 0,32   |
| Armeniere       | 1.407             | 0,14   | 2.336             | 0,22   | 2.801             | 0,27   |
| Kasakher        | 2.037             | 0,20   | 1.215             | 0,12   | 1.705             | 0,16   |
| I alt           | 1.001.653         | 100,00 | 1.046.039         | 100,00 | 1.047.394         | 100,00 |

Bemærkning: andele angiver af den samlede befolkning, herunder de der ikke angav nationalt tilhørsforhold (i 2002 715 personer, i 2010 45.016 personer)